# Jutrzenka (przedsiębiorstwo)

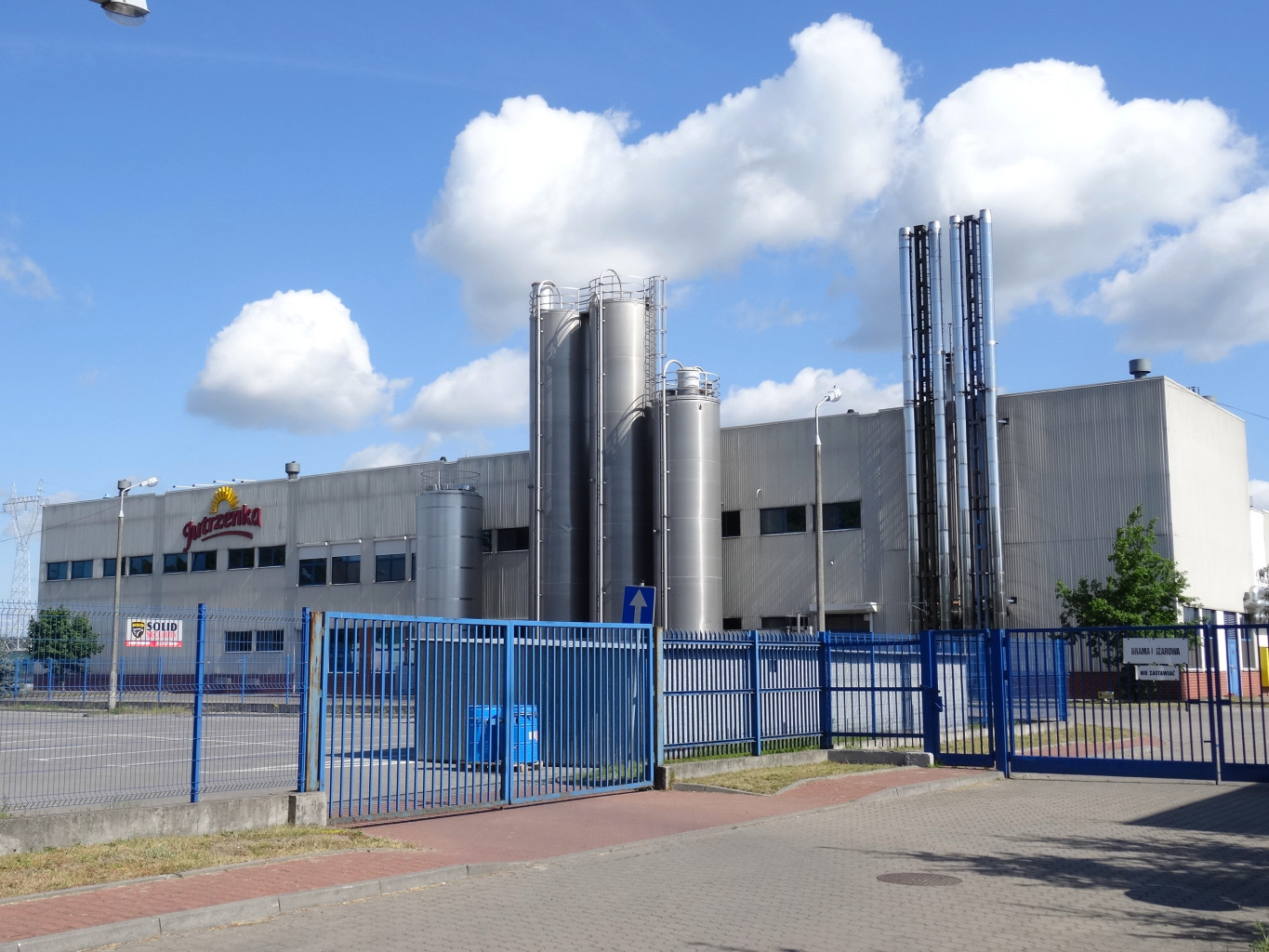
Zakład Colian w Bydgoszczy przy ul. Srebrnej 22

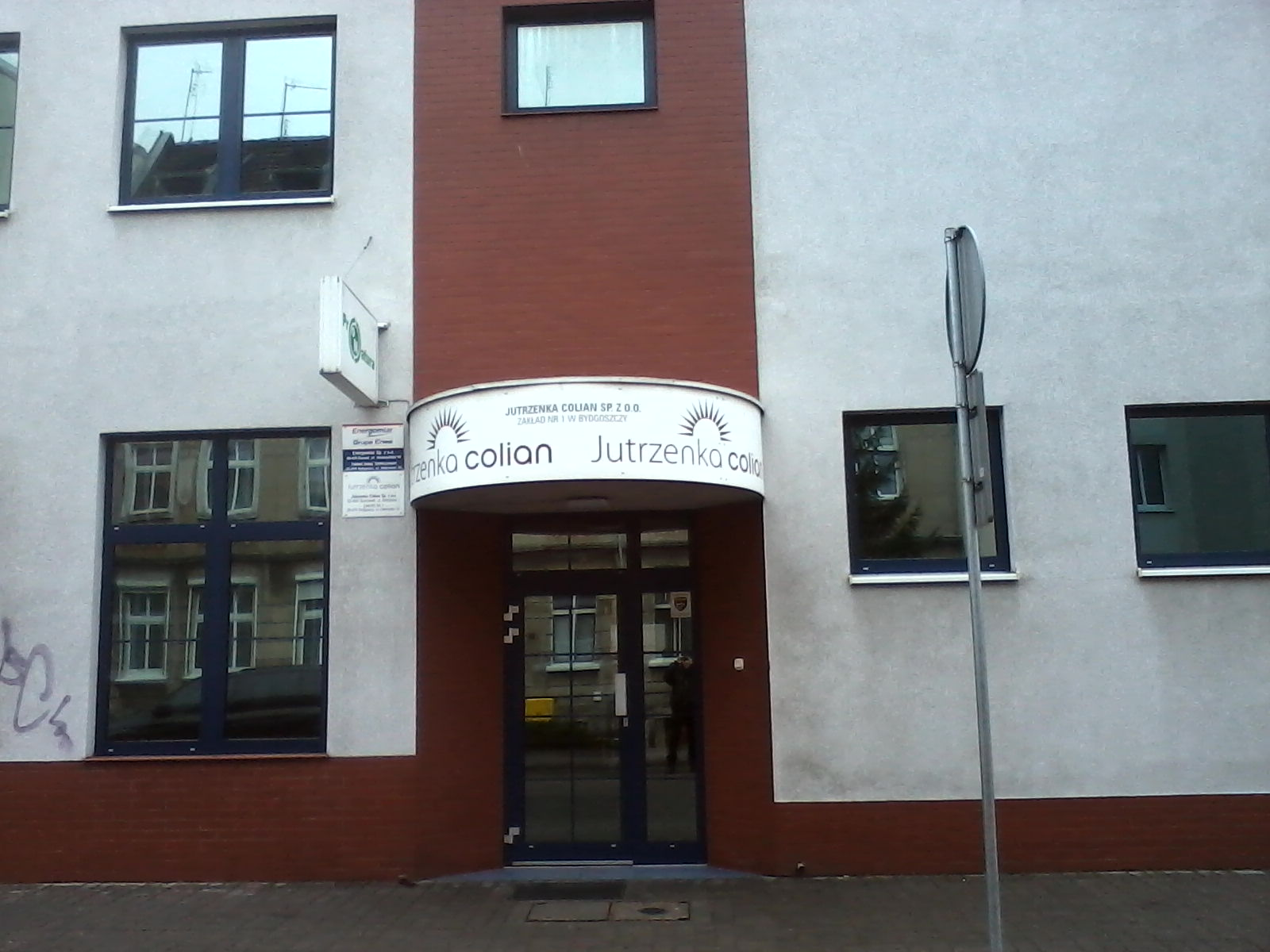
Zakład nr 1 przy ul. Kościuszki 53

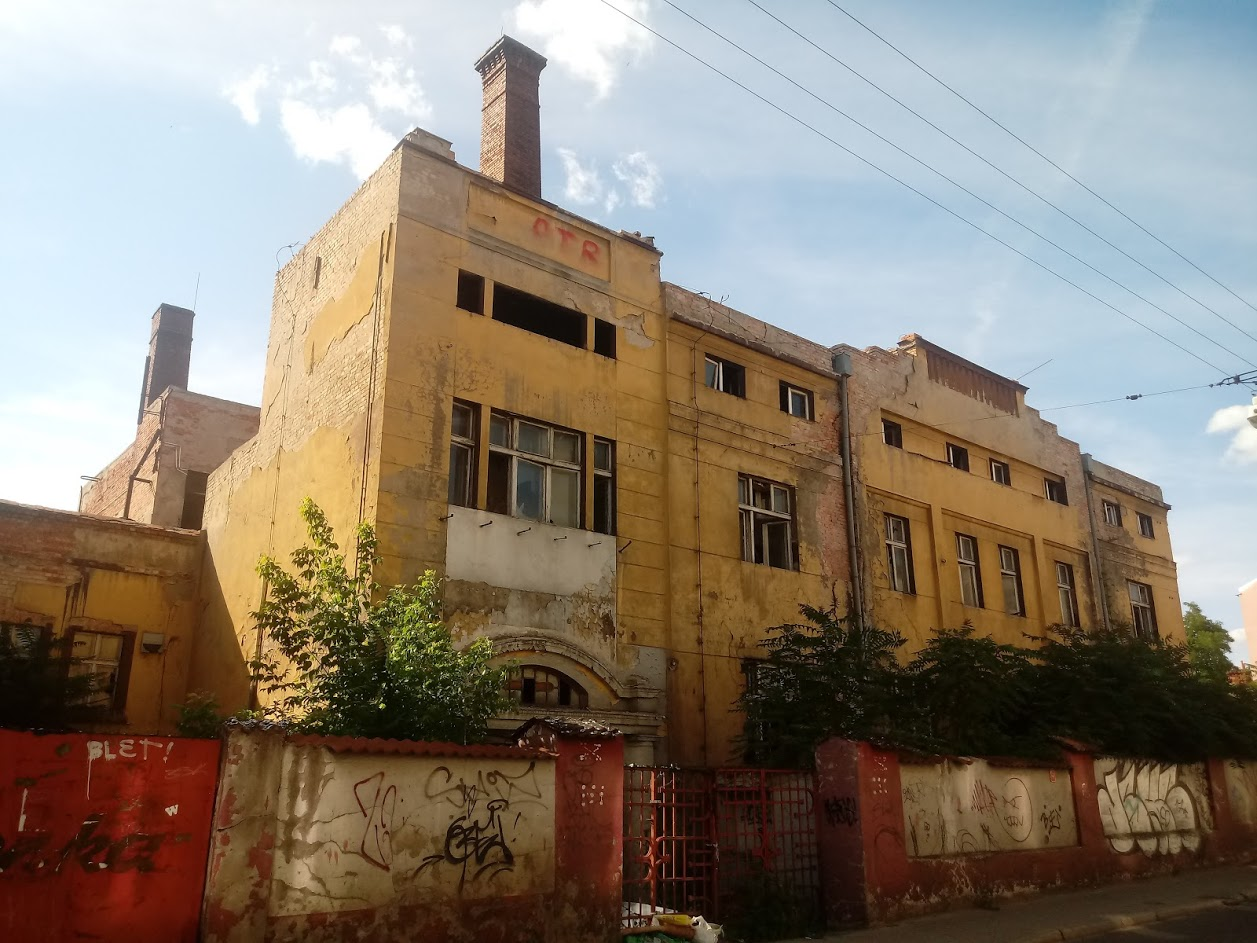
Jutrzenka – dawne zakłady nr 2, przy ul. Warmińskiego

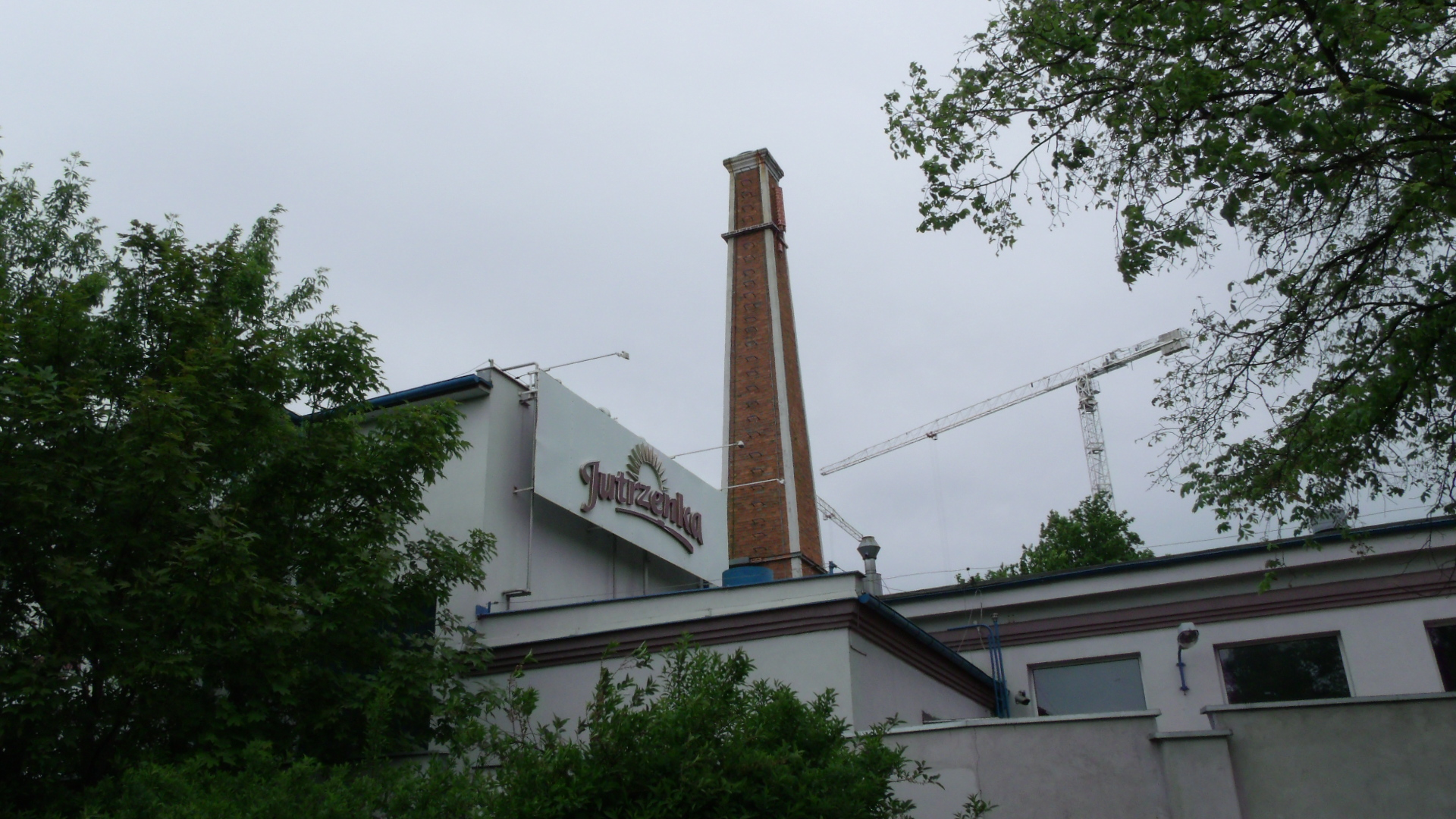
Zakład nr 3 (nie istnieje)

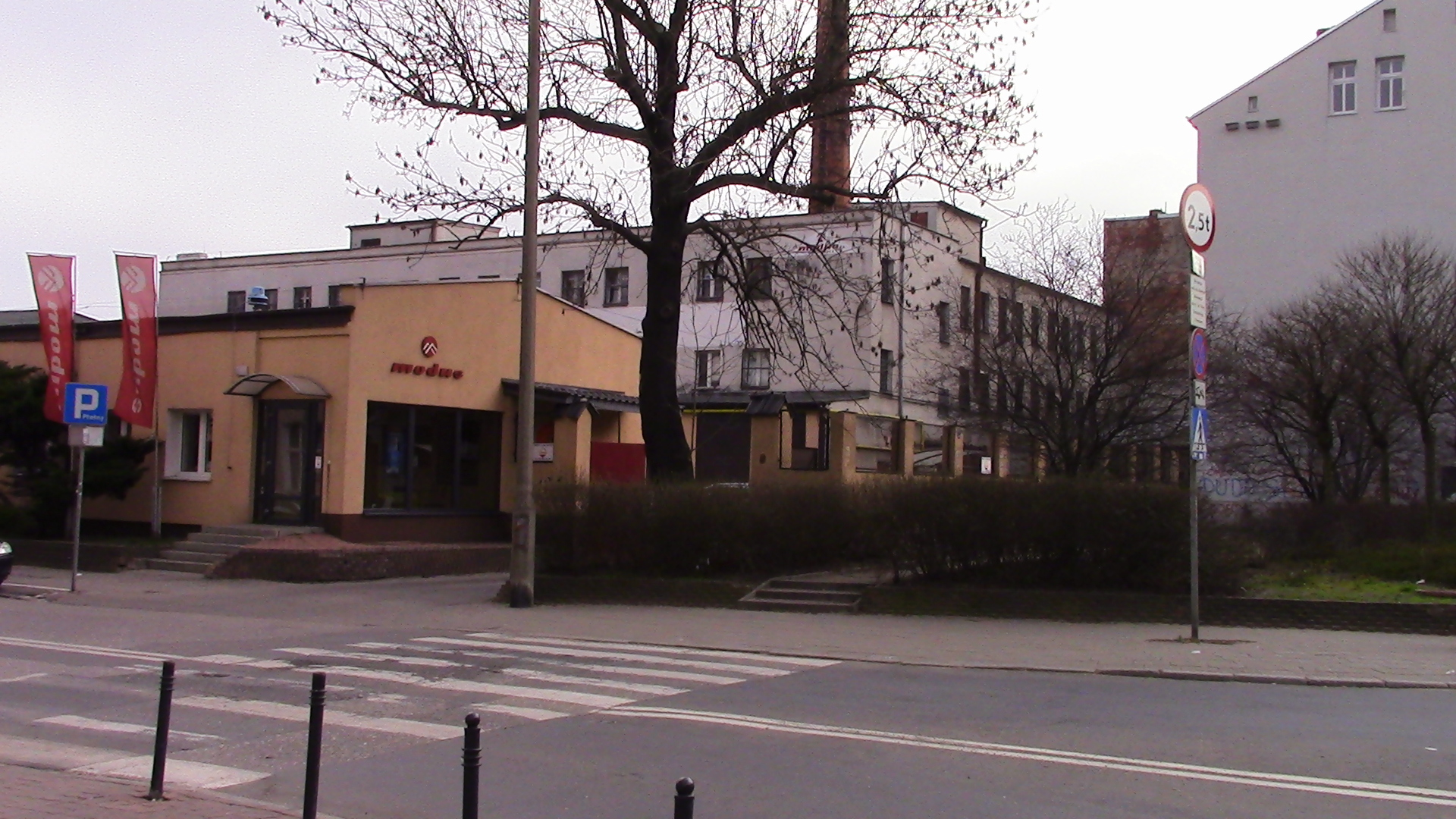
Modus Bydgoszcz (dawny zakład Jutrzenki nr 4)

Jutrzenka – do 2008 roku samodzielne przedsiębiorstwo przemysłu spożywczego założone w 1951 w Bydgoszczy ze znacjonalizowanych przedsiębiorstw prywatnych o przedwojennym rodowodzie, od 16 maja 1995 notowane na Giełdzie Papierów Wartościowych w Warszawie; od 2008 zakład produkcyjny w ramach grupy kapitałowej Jutrzenka Holding S.A., a od 2014 Colian Holding sp. z o.o. z siedzibą w Opatówku koło Kalisza.
Jutrzenka to również marka słodyczy, której właścicielem jest grupa kapitałowa Colian.

## Grupa kapitałowa
Zakład wchodzi w skład grupy kapitałowej Colian Holding S.A., która jest wiodąca firmą z polskim kapitałem na rynku słodyczy, konkurującą z międzynarodowymi koncernami. Do portfela przedsiębiorstwa należą marki handlowe słodyczy: Grześki, Familijne, Jeżyki, Akuku! (produkowane w Bydgoszczy), Goplana (produkowane w Poznaniu), Solidarność (produkowane w Lublinie), napoje Hellena oraz przyprawy i bakalie Appetita i Siesta. Obroty koncernu w 2015 sięgały około miliarda złotych, a zatrudnienie ponad 2 tys. osób. Zakłady produkcyjne zlokalizowane były w: Bydgoszczy, Kaliszu, Lublinie, Opatówku, Poznaniu i Wykrotach.

## Produkty
Do wyrobów „Jutrzenki”, które w latach 90. XX w. odnosiły sukcesy handlowe należały m.in. „Czarna porzeczka w czekoladzie”, „Lentilki”, „Rajskie mleczko”, żelki „Miśki”, rodzynki oraz orzechy laskowe w czekoladzie, draże chińskie, galaretki „Puchatki”, herbatniki „Kokosanki” i inne wyroby.
W 2015 oznaczone marką „Jutrzenka” były dostępne w sklepach spożywczych m.in. ciastka i wafle „Familijne”, herbatniki „Petit Beurre” i „Be Be”, herbatniki maślane „Elitki”, żelki „Miśki”, żelki „Akuku !”, draże, rodzynki, wiśnie, orzechy, migdały w czekoladzie, kamyki orzechowe, galaretki w czekoladzie „Mella”, wafle o różnych smakach. W fabryce w Bydgoszczy wytwarzane są także słodycze innych marek należących do grupy Colian, między innymi wafle „Grześki”, ciastka w czekoladzie „Jeżyki”, batony „Alibi”, czy czekolady „Chopin”.
Produkty z bydgoskiej Jutrzenki wysyłane są na rynek krajowy oraz na eksport do 30 krajów Europy, Azji, Ameryki Północnej i Bliskiego Wschodu. W katalogu produktów eksportowych są m.in. galaretki „Mella”, wafle „Familijne”, czekolady „Chopin”, ciastka „Jeżyki”, batony „Alibi”.

## Historia

### Okres przed 1945
Początki zakładu sięgają 1920 roku, kiedy założono w Bydgoszczy Fabrykę Cukrów, Czekolady i Kakao „Lukullus” Franza Lehmanna przy ul. Poznańskiej 16 oraz w 1922 Fabrykę Wyrobów Cukierniczych Braci Tysler przy ul. Warmińskiego 9. Kontynuowała również działalność założona w 1907 roku przy ul. Zduny Fabryka Wyrobów Cukrowych i Marmolady „Kama”. Tuż przed wybuchem II wojny światowej „Lukullus” zatrudniał 600 pracowników. W czasie okupacji niemieckiej zakłady pracowały pod nadzorem niemieckim, część produkcji przekazując na potrzeby Wehrmachtu.

### Okres PRL
W kwietniu 1945 radzieckie władze wojskowe wpisały Fabrykę Cukierniczą „Lukullus” na listę obiektów gospodarczych w Bydgoszczy planowanych do objęcia demontażami i wywozem urządzeń do ZSRR. Wywózek udało się uniknąć w maju 1945 po interwencji polskich władz u przedstawicieli Misji Ekonomicznej ZSRR w Warszawie. Jeszcze w 1945 fabryki przemysłu cukierniczego w Bydgoszczy upaństwowiono. Zakłady przy ul. Warmińskiego otrzymały nazwę Fabryka Wyrobów Cukierniczych „Jutrzenka”. Rozwijano produkcję m.in. karmelków, drażetek i cukierków czekoladowych. W 1949 fabryki przy ul. Poznańskiej i Warmińskiego połączono w jeden podmiot pod nazwą Pomorskie Zjednoczone Fabryki Cukrów i Czekolady. W 1950 dołączono do nich zakłady przy ul. Garbary 5 (przedtem magazyny „Lukullusa”) oraz przy ul. Kościuszki 53 (dotychczas zakład sucharów dla wojska). W 1951 przedsiębiorstwo przemianowano na Zakłady Przemysłu Cukierniczego „Jutrzenka” w Bydgoszczy i rozbudowano o nowe linie produkcyjne. W 1954 zatrudnienie w przedsiębiorstwie wynosiło 640 osób, w tym 480 kobiet. W latach 1956–1966 produkcja wzrosła 2,5-krotnie. Asortyment wzbogacono o galanterię czekoladową i herbatniki w czekoladzie.
W latach 60. zakłady składały się z trzech wydziałów produkcyjnych: piekarni, drażetek i galanterii czekoladowej oraz pomadek mlecznych. Wydzielono także oddziały pomocnicze: mechaniczny, stolarski, elektryczny. Budynki zakładowe pochodziły z 1928, 1943 i 1959 roku, a magazyny były za małe w stosunku do potrzeb. W realiach gospodarki PRL stale odczuwano niedobór surowców z importu: kakao, orzechów arachidowych, kokosów, rodzynek, kawy. Wskutek stosowania surowców zastępczych oraz doraźnych receptur produkcji, jakość wyrobów nie zawsze była wysoka, lecz znajdowała bez trudu nabywców w warunkach panującej wówczas gospodarki niedoboru. Na eksport produkowano tylko na podstawie jednostkowych zamówień.
W 1966 zakłady połączono w jedno przedsiębiorstwo z Fabryką Pierników i Wafli „Kopernik” w Toruniu, a w 1967 także z Bydgoskimi Zakładami Spożywczymi Przemysłu Terenowego. Nowy podmiot gospodarczy przyjął nazwę Pomorskie Zakłady Przemysłu Cukierniczego i zaliczał się do największych w kraju. W 1969 roku produkowano 150 typów wyrobów (w tym pianki i żelki oblewane czekoladą) i eksportowano 5% produkcji. Od 60% do 80% załogi przedsiębiorstwa stanowiły kobiety.
W 1982 „Jutrzenka” oddzieliła się od toruńskiego „Kopernika” i stała się ponownie samodzielnym podmiotem pod nazwą Przedsiębiorstwo Przemysłu Cukierniczego „Jutrzenka”. Należała do 10 największych producentów wyrobów cukierniczych w Polsce, a jej udział w produkcji krajowej wynosił ok. 5%. Część produkcji przeznaczano na eksport do ZSRR, NRD, RFN, Stanów Zjednoczonych, Kanady i krajów arabskich. Firma posiadała 5 zakładów produkcyjnych w Bydgoszczy:

### Okres III Rzeczypospolitej
13 lutego 1993 zawiązano spółkę akcyjną pod nazwą Przedsiębiorstwo Cukiernicze „Jutrzenka” S.A., której akcjonariuszami było 624 pracowników przedsiębiorstwa. Od tego czasu zakład rozwijał się, zwiększając co roku sprzedaż o 40-100%. Poszerzano ofertę handlową z myślą o odbiorcach krajowych i zagranicznych. Wyroby otrzymały estetyczne opakowania produkcji zachodniej. Oprócz produkcji zintensyfikowano handel hurtowy i detaliczny oraz rozwinięto sieć sklepów i hurtowni firmowych na terenie całego kraju. Podwojono eksport do krajów Europy Zachodniej, Stanów Zjednoczonych i Kanady oraz krajów byłego ZSRR. Rozpoczęto produkcję trufli oraz batonów o różnych smakach. Dochody w znacznej części przeznaczano na inwestycje oraz wykup majątku od Skarbu Państwa. Zatrudnienie w latach 90. wzrosło do 1100 osób. 16 maja 1995 przedsiębiorstwo zadebiutowało na Giełdzie Papierów Wartościowych w Warszawie. Wdrożono system jakości dostosowany do wymogów norm ISO 9001. Prywatyzacja przedsiębiorstwa metodą leasingu pracowniczego była przykładem dużego sukcesu.
W latach 90. rozwinięto reklamę wyrobów poprzez spoty w radiu i telewizji, wydawnictwa katalogowe, torby, nalepki, plansze reklamowe oraz zainwestowano w promocję poprzez sport. W latach 1993–1998 „Jutrzenka” stała się strategicznym sponsorem żużlowców Polonii Bydgoszcz, którzy kilkukrotnie uzyskali tytuł drużynowego mistrza Polski.
W 2001 członkiem rady nadzorczej spółki został Jan Kolański, właściciel założonego w 1990 Ziołopexu w Piątku Wielkim koło Kalisza. Na przełomie lat 2003 i 2004 został on właścicielem większościowego pakietu akcji Jutrzenki S.A. oraz jej prezesem. W 2004 bydgoska Jutrzenka wykupiła od koncernu Nestlé markę Goplana oraz fabrykę w Poznaniu (zał. 1912), a w 2005 Fabrykę Pieczywa Cukierniczego Kaliszanka (zał. 1892) z marką wafli „Grześki”. Z kolei w 2007 własnością Jutrzenki S.A. stała się marka napoi Hellena z fabryką w Opatówku koło Kalisza.
W 2008 roku nastąpiła konsolidacja działalności grupy kapitałowej opartej na spółce giełdowej Jutrzenka Holding S.A. Siedzibę przeniesiono z Bydgoszczy do Opatówka. W ramach holdingu wyodrębniono spółkę Jutrzenka Colian, która obejmowała marki handlowe: Jeżyki, Familijne, Akuku!, Mella, Goplana, Grześki, Appetita, Hellena i Siesta, skoncentrowane na rynku słodyczy, kulinariów i napojów. W 2011 nazwę holdingu zmieniono na Colian S.A. ze spółkami zależnymi: Jutrzenka Colian sp. z o.o. oraz Colian Logistic sp. z o.o.
W 2013 grupa przejęła markę i Fabrykę Cukierniczą „Solidarność” w Lublinie (zał. 1952), a w 2014 zmieniła nazwę na Colian Holding S.A. ze spółkami zależnymi: Colian sp. z o.o. oraz Colian Logistic sp. z o.o.
19 września 2014 otwarto nowoczesny zakład produkcyjny w Bydgoszczy w dzielnicy Osowa Góra, gdzie skonsolidowano całą bydgoską produkcję słodyczy, wcześniej prowadzoną w kilku zakładach w Śródmieściu. Obiekt zbudowano kosztem 60 mln zł z udziałem 23 mln zł funduszy Unii Europejskiej z Programu Operacyjnego Innowacyjna Gospodarka. Zatrudnienie w fabryce znalazło 370 osób, a produkcja wynosiła 40 ton słodyczy na dobę. Zakład wyposażono w nowoczesne linie technologiczne m.in. do produkcji wyrobów mogulowych (żelki, galaretki w czekoladzie).

## Zakłady
- nr 1 – ul. Kościuszki 53 – przeniesiony do zakładu nr 5,
- nr 2 – ul. E. Warmińskiego 7-9 – przeniesiony do zakładu nr 3; w 2019 zabudowania wpisane do gminnej ewidencji zabytków zostały zakupione przez firmę GM Architekci[21].
- nr 3 – ul. Garbary 5 – z 1878[22], przeniesiony do zakładu nr 5, na terenie dawnej fabryki w 2019 rozpoczęto przygotowania, a w latach 2020–2022 zrealizowano budowę pięciopiętrowego budynku mieszkalnego z 162 mieszkaniami[23]; znajdujący się tu masywny komin fabryczny został rozebrany i zrekonstruowany bliżej ulicy[24][25][26][27].
- nr 4 – ul. św. Trójcy 2, historyczna siedziba przedwojennej firmy Lukullus - przeniesiony do zakładu nr 1, w 2025 wyburzony.
- nr 5 – ul. Srebrna 22 w dzielnicy składowo-przemysłowej Osowa Góra.